# Cultura balcânico-danubiana
A cultura balcânico-danubiana foi uma cultura material da Alta Idade Média que emergiu na região do baixo Danúbio no século VIII e cujo desenvolvimento seguiu até o século XI. Na Romênia é chamada de cultura Dridu e na Bulgária, cultura Pliska-Preslav.
Ela está melhor representada no região norte da moderna Bulgária e sua dispersão ao norte do Danúbio foi causada provavelmente pela temporária expansão do Primeiro Império Búlgaro sobre a região. A cultura balcânico-danubiana é descrita como sendo uma versão inicial da cultura eslavo-búlgara, mas com alguns componentes valáquios, todos sob forte influência bizantina.